# Szil (település)
Szil község Győr-Moson-Sopron vármegyében, a Csornai járásban.

## Fekvése
Magyarország északnyugati részén, a Kisalföld közepén, szinte pontosan a Rábaköz középpontjában fekszik, Csornától 16 kilométerre délre, közel egyenlő távolságra a Hanság mocsárvilágától és a Rába folyótól.

### Megközelítése
Legfontosabb közúti megközelítési útvonala a 86-os főút, amely nagyjából délnyugat-északkeleti irányban húzódik végig a település északi részén: ezen érhető el Csorna, illetve Répcelak-Szombathely felől is. Keresztirányban, többé-kevésbé észak-déli irányt követve a 8604-es út halad rajta végig, amely a 85-ös főút rábatamási szakaszától húzódik Szil déli szomszédjáig, Vág településig. Magyarkeresztúrral és az M86-os autóút ottani csomópontjával a 8605-ös út köti össze; határszéleit érinti még délen a 8425-ös út, délnyugaton pedig a 8426-os út is.
A hazai vasútvonalak közül a települést a Győr-Sopron-Ebenfurth-i vasút (GYSEV Zrt. 16-os számú Hegyeshalom–Porpác-vasútvonala érinti, de a vonalnak nincs megállási pontja Szil területén. A legközelebbi vasúti csatlakozási lehetőség Szil-Sopronnémeti vasútállomás Sopronnémeti belterületének déli szélén, Szil központjától mintegy 4 kilométerre északra.

## Címer
Csücskös, négyelt pajzs, melynek első negyedében bástya piros mezőben, a másodikban búzakalász kék mezőben, a harmadikban ekevas kék mezőben, a negyedikben szablyát tartó páncélos kar piros mezőben. Az ekevas és a bástyatorony már az 1786-os pecséteken is szerepel.

## Története
A település neve egy 1230-ban kelt oklevélben tűnik fel először. 1492-ben megkapta a mezővárosi rangot; akkor a térség egyik jelentős központja volt. Feljegyzések szerint a 16. században már több mint 3000 ember lakta. Mai templomának elődje a 18. század elején épült, körülötte temető terült el még 1887-ben is. A falu népessége a 19. század közepén 2500-3000 között volt, lakói kizárólag a mezőgazdaságból éltek. A roma közösség, amely 1870 körül telepedett le Szilban, ma mintegy száz főt számlál. Gyakori családnevek a romák között a Karika, az Orsós és a Balogh, a nem romák között pedig a Mészáros, a Boda, a Domonkos, a Ruzsits, a Kovács, a Gyurasits, a Perlaky és a Jakab.
A 19. század második felében a közeli téglagyárának jövedelméből meggazdagodott Schlitter család is jelen volt a faluban, s a helyiek azt gyanítják, hogy egy 2009-ben megtalált vaskoporsóban e család egyik tagja pihen.
1886 körül új templom építését sürgették a sziliak, mert a régi életveszélyessé vált. 1887-ben le is bontották, s a körülötte elterülő temetőt áthelyezték. Az új templomot és a mellette lévő parókiát az utolsó vacsora tiszteletére szentelték föl 1890-ben, Gyurasits János bíróskodása idején. Az épület robusztus, egyhajós, neoromán stílusú. A templomot 1990-ben (akkor Gyurasits Ottó végezte a festőmunkát) és 2004/2005-ben is restaurálták, többek közt Czigány Jenő hagyatékából. Jelenlegi misézője Ács Lajos kanonok atya.
A 19/20. század fordulóján több középület is épült Szilban: kultúrház, postahivatal, iskola, zárda, a későbbi tanácsháza vagy a mai gyógyszertár. A faluban még az 1930-as években is gyakoriak voltak a tömésházak. Többségükben bakdúcos fedélszékeket készítettek, néhol még ma is ilyenek épülnek.
A világháborúkban sok szili lakos elesett, zsidókat is hurcoltak el, akik közül csak páran tértek haza.
A 20. század derekán a falu lakóinak száma 3000 fő körül volt; ekkor elkezdett csökkenni, mert egyre többen városba költöztek. A mezőgazdasági termelőszövetkezet megalakítása előtt nagyon népszerű volt a faluban a cikória (a helyiek szavával „cigóri”) nevű kávénövény termesztése. A szövetkezetet 1959-60-ban alakították meg "Győzelem" néven. Gazdálkodásáért többször is elismerést kapott.
1962 és 1987 között eredményesen működött a Kovács János vezette Szil és Vidéke Takarékszövetkezet is.

## Közélete

### Polgármesterei
- 1990–1994: Székely József (KDNP)[3]
- 1994–1998: Székely József (KDNP)[4]
- 1998–2002: Szalay László (független)[5]
- 2002–2006: Lengyel Lajos (független)[6]
- 2006–2010: Lengyel Lajos (független)[7]
- 2010–2014: Lengyel Lajos (független)[8]
- 2014–2019: Lengyel Oszkár Mártonné (független)[9]
- 2019–2024: Németh Péter (független)[10]
- 2024– : Horváth Barbara (független)[1]

A településen a 2002. október 20-án megtartott önkormányzati választás érdekessége volt, hogy az országos átlagot jóval meghaladó számú, összesen 7 polgármesterjelölt indult. Ilyen nagy számú jelöltre abban az évben az egész országban csak 24 település lakói szavazhattak, ennél több (8 vagy 10) aspiránsra pedig hét másik településen volt példa.

## Népesség
A település népességének változása:
| Lakosok száma | 1354 | 1335 | 1319 | 1386 | 1310 | 1316 | 1313 |
|               | 2013 | 2014 | 2015 | 2021 | 2022 | 2023 | 2024 |

A 2011-es népszámlálás során a lakosok 87,4%-a magyarnak, 4,4% cigánynak, 1,9% németnek, 1% románnak mondta magát (12,2% nem nyilatkozott; a kettős identitások miatt a végösszeg nagyobb lehet 100%-nál). A vallási megoszlás a következő volt: római katolikus 70,5%, református 1,3%, evangélikus 3,6%, felekezeten kívüli 6,5% (17,3% nem nyilatkozott).
2022-ben a lakosság 89,9%-a vallotta magát magyarnak, 3% cigánynak, 0,9% németnek, 0,5% románnak, 0,2% ukránnak, 0,2% szerbnek, 0,1-0,1% horvátnak, ruszinnak és szlováknak, 1,8% egyéb, nem hazai nemzetiségűnek (9,5% nem nyilatkozott; a kettős identitások miatt a végösszeg nagyobb lehet 100%-nál). Vallásuk szerint 50% volt római katolikus, 3,9% evangélikus, 2,7% református, 0,5% ortodox, 0,4% görög katolikus, 0,8% egyéb keresztény, 0,6% egyéb katolikus, 8,5% felekezeten kívüli (32,6% nem válaszolt).

## Látnivalók
- Utolsó vacsora katolikus templom (festette: Samodai József)
- Kisboldogasszony katolikus plébániatemplom
- Szent István-szobor
- Szent Erzsébet-szobor
- Szentháromság-szobor
- Szent Vendel-szobor
- Pozsgay-kereszt
- Mátay-kereszt
- Sipos-kereszt
- Farkas-kereszt
- Trianon-emlékmű

## Érdekességek
- A község nevében helyi ejtés szerint mély hangrendű i szerepel, ennek megfelelően a falunévhez is toldalékolás esetén mély hangrendű toldalék járul (Szilban, Szilnál, sziliak stb.).[13]
- A település nevét, és a vásárokra lábon hajtott állatok itatására alkalmas kútjának emlékét őrzi az ismert, minden bizonnyal több száz éve énekelt, Szélről legeljetek című népdal szövege:

```
„…szili kút, 
szanyi
 kút, 
szentandrási,
 
sobri
 kút.”
```